# Dragonheart (videogioco)
Dragonheart è un videogioco a piattaforme e hack and slash sviluppato da Torus Games e pubblicato da Acclaim Entertainment per Game Boy nel 1996. Sempre nello stesso anno sono uscite delle versioni per PlayStation, Sega Saturn e Microsoft Windows sviluppate da Funcom e che presentano il titolo Dragonheart: Fire & Steel. La trama del gioco è ispirata alle vicende dell'omonimo film.

## Trama
Il giocatore interpreta Sir Bowen, cavaliere dell'antico codice, che deve, attraverso i vari livelli, sconfiggere i differenti draghi sputafuoco che si trovano nei pressi dei villaggi. Avanzando nel gioco, il giocatore verrà a conoscenza dei misfatti di Re Einon e dunque si organizzerà, con l'aiuto di un drago chiamato Draco e degli altri personaggi che incontrerà procedendo per sconfiggere il re nel livello finale.

## Modalità di gioco
Il gameplay cambia a seconda della versione a cui si gioca.

### Versione per Game Boy
La versione per Game Boy è un videogioco d'avventura con diverse scene di combattimento. La modalità avventura presenta una visuale in prima persona mentre quella di combattimento è un semplice gioco in cui disputano degli scontri in 2D. Il gioco è a giocatore singolo, si configura come una avventura punta e clicca, dove per procedere è necessario che il giocatore interagisca con tutti i personaggi tramite dei dialoghi a scelta a multipla e si munisca di oggetti che possono essere raccolti in un inventario per risolvere dei rompicapi. Vi sono quattro tipi diversi di aree fondamentali nel gioco: le zone antistanti ai villaggi, le grotte, le foreste, gli interni degli edifici. Inoltre, per avanzare nel gioco, è necessario sconfiggere eventuali avversari in combattimento, questi possono essere: personaggi comuni (se si dialoga con essi in maniera sbagliata e si innesca la lotta o in alcuni casi solo avviando un dialogo), soldati di Re Einon, lupi randagi (nella foresta del quinto livello) e nemici boss (ogni drago sputafuoco a fine livello - eccezion fatta per l'ultimo livello che richiede di sconfiggere Re Einon ed il quinto, dove il drago si allea con il giocatore - Lord Brok, Re Einon stesso).
Il gioco si articola in otto livelli, ed in Italia è stato distribuito senza essere localizzato, ma mantenendo i testi originali in inglese. Ogni livello ha la disponibilità di una mappa che se rinvenuta, permette al giocatore di orientarsi nell'area.
Caratteristica del gioco in questione è l'impossibilità di salvare la partita e l'assenza di checkpoint. L'unico modo per il giocatore di mantenere il progresso fatto è quello di concludere il livello, che in alcuni casi può richiedere discreto tempo visti i numerosi dialoghi presenti nel gioco necessari per avanzare, in modo tale da ricevere una password di sei caratteri che può essere inserita nella schermata iniziale, per ricominciare il livello dall'inizio.

### Versioni per console e PC
Nelle versioni per PlayStation, Sega Saturn e Microsoft Windows il gameplay è quello di hack and slash a scorrimento laterale in 2D. Il giocatore prende il controllo di Sir Bowen e ha il compito di guidarlo attraverso diversi livelli facendosi strada attraverso sezioni platform e affrontando i relativi nemici che tenteranno di ucciderlo. Il personaggio giocabile è equipaggiato con una spada e uno scudo con i quali potrà attaccare e difendersi dalle sue nemesi. In alternativa può fare utilizzo di un arco per scagliare delle frecce normali o infuocate, ma entrambe solo in numero limitato. In diverse occasioni bisognerà anche affrontare dei boss. In maniera del tutto analoga alla versione per Game Boy, non è possibile salvare la partita e non sono presenti i checkpoint e per tornare in alcuni livelli bisogna inserire delle password nell'apposita voce nel menu principale. È inoltre presente una modalità pratica che consente di prendere confidenza con i comandi di combattimento. Il gioco è caratterizzato da una grafica pre-renderizzata e presenta una colonna sonora totalmente differente da quella impiegata nel film ed è composta da Thomas Egeskov Peterson.

## Accoglienza
| Testata                   | Versione | Giudizio |
| ------------------------- | -------- | -------- |
| AllGame                   | SAT      | 1/5      |
| AllGame                   | PC       | 1/5      |
| Consoles +                | GB       | 8,8/10   |
| Electronic Gaming Monthly | GB       | 6/10     |
| Electronic Gaming Monthly | PS1      | 4,5/10   |
| GameSpot                  | PS1      | 2.8/10   |
| GameSpot                  | PC       | 3.4/10   |
| Joypad                    | GB       | 8,1/10   |
| Mega Fun                  | GB       | 6,4/10   |
| Mega Fun                  | PS1, SAT | 5,5/10   |
| Next Generation           | PS1      | 1/5      |
| Sega Saturn Magazine      | SAT      | 27%      |
| Manic Games               | SAT      | 28/100   |
| Total!                    | GB       | 6,5/10   |

Il gioco ha ricevuto recensioni estremamente negative per via del gameplay semplicistico, i controlli scadenti e le animazioni scattose. Sebbene abbia ricevuto degli elogi per quanto riguarda la grafica, in particolar modo per gli sfondi renderizzati, i critici hanno convenuto che i difetti del gioco fossero un problema prioritario. La versione per PC ha ricevuto delle critiche simili.
Quattro recensori di Electronic Gaming Monthly criticarono la versione originale per Game Boy definendola troppo semplicistica e priva di sfide, in particolare le fasi di combattimento erano "deludenti" anche se l'intrattenimento e la longevità che offriva erano entrambi decenti per un gioco portatile, mentre la storia era il suo punto forte. Mega Fun trovò il titolo estremamente lineare, dove ogni singola azione del giocatore doveva essere eseguita esattamente nell'ordine in cui l'avevano ideata gli sviluppatori e ciò finì per far degenerare quella che era una buona idea di base in un gioco in cui bisogna andare avanti e indietro alla ricerca dell'oggetto per accedere all'evento successivo. Total! criticò la scarsa varietà di incarichi da svolgere nel corso del gioco il che non faceva altro che portare presto la noia al giocatore, il quale doveva fare anche i conti con la grafica ripetitiva e la colonna sonora abbastanza monotona. Il recensore inoltre considerò che i dialoghi riportati sullo schermo presentavano dei caratteri piuttosto piccoli e per leggerseli al meglio sarebbe stato necessario procurarsi un Super Game Boy; in conclusione ritenne il gioco un'occasione sprecata che non aveva fatto uso del materiale originale per realizzare un'avventura davvero emozionante e varia. Joypad invece fu più positivo, reputandolo un GdR di qualità con delle animazioni in 3D che apparivano piuttosto rapidamente. Consoles + gradì la sua longevità così come l'avventura che offriva anche se la parte iniziale era un po' ripetitiva.
Tim Soete di GameSpot recensì la versione per PlayStation e affermò che Acclaim avrebbe potuto sviluppare un gioco decisamente migliore, con scene più crude e sanguinolente in puro stile medievale e controlli più semplici per muovere il protagonista come ogni buon gioco a scorrimento laterale. Il collega Jim Varner dello stesso sito analizzò la versione per PC trovando che rappresentasse l'ultimo tentativo degli sviluppatori di capitalizzare la pubblicità che circonda un film importante lanciando sul mercato un titolo mediocre con lo stesso nome. Sempre Electronic Gaming Monthly tornò a parlare della versione uscita su console e apprezzò la grafica dotata di sfondi renderizzati e personaggi digitalizzati mentre trovò come difetti i controlli e il gameplay generale che facevano scendere il gioco sotto la media. L'idea di base era abbastanza buona dal momento che era basata sull'omonimo film ma non riusciva ad elevarsi per via dei controlli legnosi e i movimenti scattosi dei personaggi. Mega Fun scrisse che l'unico pregio del gioco era il comparto audio, dove effetti sonori e le tracce musicali creavano un'atmosfera medievale, mentre tutto il resto era da rivedere. I controlli dell'eroe erano imprecisi e taglienti, i movimenti erano discontinui e non si aveva l'impressione di controllare un uccisore di draghi ma un contadino vagabondo attraverso lo schermo, inoltre gli sfondi tendevano a ripetersi costantemente nello stello livello, aprendo la porta alla noia.